# Ernst-tarajosteknős
A Ernst-tarajosteknős (Graptemys ernsti) a teknősök (Testitudines) rendjébe és a mocsáriteknős-félék (Emydidae) családjába tartozó faj.

## Elterjedése, élőhelye
Az Amerikai Egyesült Államok területén honos. Gyors folyású, homok vagy kavics fenekű patakok és folyók lakója.

## Megjelenése
A hím testhossza 8-13 centiméter, a nőstény nagyobb, eléri a 14-28 centiméter.

## Életmódja
Természetes élőhelyén kagylókkal, rákokkal, vízi csigákkal, rovarokkal és halakkal táplálkozik. 